# Copa Conmebol 1999
Die Copa Conmebol 1999 war die 8. und letzte Ausspielung des südamerikanischen Vereinsfußballwettbewerbs, der mit dem europäischen UEFA-Cup vergleichbar war. Es nahmen wieder 16 Mannschaften teil. Der argentinische Vertreter Club Atlético Talleres gewann das Finale gegen CS Alagoano aus Brasilien.
Torschützenkönige wurden gemeinsam die beiden Brasilianer Missinho von Centro Sportivo Alagoanol und Marcelo Araxá vom São Raimundo Esporte Clube mit jeweils vier Treffern.

## 1. Runde
Die Hinspiele fanden am 13., die Rückspiele 20. Oktober 1999 statt.
|                              | Gesamt          |                           | Hinspiel    | Rückspiel |
| ---------------------------- | --------------- | ------------------------- | ----------- | --------- |
| CS Alagoano                  | 2:2 (4:3 i. E.) | Vila Nova FC              | *2:0*       | *0:2*     |
| Estudiantes de Mérida        | 2:2 (5:3 i. E.) | Deportes Quindío          | 2:0         | **0:2**   |
| Atlético Huila               | 2:4             | São Raimundo EC           | 1:2         | ***1:2*** |
| Deportivo Cuenca             | 2:2 (3:4 i. E.) | Sport Boys                | 2:2         | **0:0**   |
| Paraná Clube                 | 2:2 (3:1 i. E.) | Club Sportivo San Lorenzo | 1:0         | **1:2**   |
| Club Independiente Petrolero | 4:4 (4:5 i. E.) | Club Atlético Talleres    | 4:1         | 0:3       |
| Rosario Central              | 3:4             | Deportes Concepción       | ****2:2**** | 1:2       |
| River Plate Montevideo       | *****           | Club Atlético Rentistas   |             |           |

* HS am 19., RS am 26. Oktober.
 ** RS am 19. Oktober.
 *** RS am 21. Oktober.
**** HS am 12. Oktober.
 ***** Beide Teams zogen zurück.

## Viertelfinale
Die Hinspiele fanden am 3., die Rückspiele 9. November 1999 statt.
|                        | Gesamt          |                 | Hinspiel | Rückspiel |
| ---------------------- | --------------- | --------------- | -------- | --------- |
| Estudiantes de Mérida  | 1:3             | CS Alagoano     | 0:0      | 1:3       |
| Sport Boys             | 1:5             | São Raimundo EC | 1:1      | 0:4       |
| Club Atlético Talleres | 1:1 (3:1 i. E.) | Paraná Clube    | 1:0      | 0:1       |
| Deportes Concepción    | *               |                 |          |           |

* War bereits gegen den Sieger aus River Plate und Rentistas gelost worden.

## Halbfinale
Die Hinspiele fanden am 17., die Rückspiele 24. November 1999 statt.
|                        | Gesamt          |                     | Hinspiel | Rückspiel |
| ---------------------- | --------------- | ------------------- | -------- | --------- |
| São Raimundo EC        | 2:2 (4:5 i. E.) | CS Alagoano         | 1:0      | 1:2       |
| Club Atlético Talleres | 3:2             | Deportes Concepción | 2:1      | 1:1       |

## Finale

### Hinspiel
| CS Alagoano                                              | CS Alagoano | Club Atlético Talleres | Club Atlético Talleres |
| -------------------------------------------------------- | --- | --- | ---------------------- |
| CS Alagoano                                              | \| 1. Dezember 1999 in Maceió, Brasilien (Estádio Rei Pelé) \| \| Ergebnis: 4:2 (3:1) \| \| Zuschauer: 30.000 \| \| Schiedsrichter: Roger Zambrano ( Ecuador) \|         | \| 1. Dezember 1999 in Maceió, Brasilien (Estádio Rei Pelé) \| \| Ergebnis: 4:2 (3:1) \| \| Zuschauer: 30.000 \| \| Schiedsrichter: Roger Zambrano ( Ecuador) \| | Club Atlético Talleres |
| CS Alagoano                                              | Veloso – Mazinho, Márcio Pereira, Jivago, Williams (78. Ramon) – Roberto Alves, Leo, Fábio Magrão, Bruno Alves – Missinho, Mimi (75. Souza) Cheftrainer: Otávio Oliveira | Mario Cuenca – David Ignacio Díaz, Cristian Gonzalo García, Julian Edgardo Maidana, Silvio Suárez – Cristian Pino (46. Gabriel Roth), Andrés Fabián Cabrera, Manuel Santos Aguilar (74. ?), Ricardo Silva – Rodrigo Daniel Astudillo, Jose Luis Marzo (62. Darío Alberto Gigena) Cheftrainer: Ricardo Gareca | Club Atlético Talleres |
| CS Alagoano                                              | 1:0 Missinho (3.) 2:0 Fábio Magrão (14.) 3:1 Missinho (38.) 4:1 Missinho (47.)                                                                                           | 2:1 Manuel Santos Aguilar (20.) 4:2 Rodrigo Daniel Astudillo (87.) | Club Atlético Talleres |
| CS Alagoano                                              | Díaz, Pino, Marzo, Roth | | Club Atlético Talleres |
| CS Alagoano                                              | Suarez | | Club Atlético Talleres |
| 1. Dezember 1999 in Maceió, Brasilien (Estádio Rei Pelé) | | |                        |
| Ergebnis: 4:2 (3:1)                                      | | |                        |
| Zuschauer: 30.000                                        | | |                        |
| Schiedsrichter: Roger Zambrano ( Ecuador)                | | |                        |

### Rückspiel
| Club Atlético Talleres                                      | Club Atlético Talleres | CS Alagoano | CS Alagoano |
| ----------------------------------------------------------- | --- | --- | ----------- |
| Club Atlético Talleres                                      | \| 8. Dezember 1999 in Córdoba, Argentinien (Estadio Olímpico) \| \| Ergebnis: 3:0 (1:0) \| \| Zuschauer: 33.000 \| \| Schiedsrichter: Ricardo Grance ( Paraguay) \| | \| 8. Dezember 1999 in Córdoba, Argentinien (Estadio Olímpico) \| \| Ergebnis: 3:0 (1:0) \| \| Zuschauer: 33.000 \| \| Schiedsrichter: Ricardo Grance ( Paraguay) \| | CS Alagoano |
| Club Atlético Talleres                                      | Mario Cuenca – David Ignacio Díaz (66. Cristian Pino), Cristian Gonzalo García, Julian Edgardo Maidana, Gabriel Roth – Adrian Ávalos, Manuel Santos Aguilar, Horacio Humoller, Ricardo Silva (90.+2' Andrés Fabián Cabrera) – Rodrigo Daniel Astudillo, Darío Alberto Gigena Cheftrainer: Ricardo Gareca | Veloso – Mazinho, Márcio Pereira, Jivago, Williams – Fábio Magrão, Leo, Ramon, Bruno Alves (58. Fabinho) – Missinho, Mimi Cheftrainer: Otávio Oliveira               | CS Alagoano |
| Club Atlético Talleres                                      | 1:0 Ricardo Silva (39.) 2:0 Darío Alberto Gigena (75.) 3:0 Julian Edgardo Maidana (90.) | | CS Alagoano |
| Club Atlético Talleres                                      | Maidana (78.), Roth (79.) | Mimi (20.), Mazinho (37.), Ramon (?.), Veloso (56.), Jivago (69.) | CS Alagoano |
| Club Atlético Talleres                                      | Fábio Magrão | | CS Alagoano |
| 8. Dezember 1999 in Córdoba, Argentinien (Estadio Olímpico) | | |             |
| Ergebnis: 3:0 (1:0)                                         | | |             |
| Zuschauer: 33.000                                           | | |             |
| Schiedsrichter: Ricardo Grance ( Paraguay)                  | | |             |